# Raymond E. Baldwin
Raymond Earl Baldwin, född 31 augusti 1893, död 4 oktober 1986, var en amerikansk politiker, guvernör i Connecticut och amerikansk senator. 

## Tidigt liv
Baldwin föddes i Rye, New York. Han flyttade till Middletown, Connecticut, 1903 och gick i offentliga skolor. Han tog examen från Wesleyan University i Middletown 1916 och började läsa vid Yale University. När USA gick med i första världskriget skrev han in sig i flottan. Han sändes till kadettskola och började tjänstgöra som fänrik i februari 1918. Han befordrades till löjtnant i september samma år.
Han tog avsked från flottan i augusti 1919 och återvände till Yale Law School, där han tog examen 1921. Han antogs till advokatsamfundet 1921 och arbetade i New Haven och Bridgeport. Han var åklagare i Stratford från 1927 till 1930, och var domare i domstolen där från 1931 till 1933.

## Politisk karriär
Baldwin var medlem av Republikanerna och ledamot av Connecticuts representanthus från 1931 till 1933, där han var gruppledare för majoriteten 1933. Han återupptog arbetet som jurist 1933 och fortsatte som det till 1938. Han var stadsordförande i Stratford från 1935 till 1937.
På hösten 1938 besegrade han den sittande guvernören Wilbur Cross, som sökte omval för en femte mandatperiod som guvernör. Baldwin efterträdde Cross den 4 januari 1939. Han kandiderade till omval 1940 efter den tvååriga mandatperioden, men förlorade och efterträddes av demokraten Robert A. Hurley den 8 januari 1941. Han kom emellertid tillbaka och valdes till guvernör 1942, tog över posten från Hurley den 6 januari 1943 och blev omvald 1944. Han tjänstgjorde till dess han sade upp sig den 25 december 1946, eftersom han hade blivit vald till amerikansk senator för att fylla vakansen sedan Francis T. Maloney avlidit. Han valdes också till den mandatperiod som började den 3 januari 1947 och tjänstgjorde till dess han sade upp sig från senaten den 16 december 1949.
Baldwin spelade en avgörande roll för att Wendell Willkie skulle vinna den republikanska presidentkandidaturen 1940. Han var tidigt anhängare av Willkie, och såg till att denne hade stöd av Connecticuts delegation vid partikonventet. Detta var avgörande för Willkie när han besegrade Thomas Dewey, Robert Taft och Arthur H. Vandenberg.  Willkie hade informellt lovat Baldwin att bli hans vicepresidentkandidat, men partiledningen ville hellre se Charles L. McNary, och Baldwin avstod från att bli nominerad.
Baldwin var domare vid Connecticut Supreme Court of Errors, där han blev ordförande 1959 och tjänstgjorde till pensionen 1963. Han var även ordförande för Connecticuts konvent för att skriva en ny grundlag 1965.
Han avled i Fairfield County (Greenwich) den 4 oktober 1986, 93 år gammal, och begravdes på Indian Hill Cemetery, Middletown.